# 愛媛県道308号蔵川大谷線
愛媛県道308号蔵川大谷線（えひめけんどう308ごう くらかわおおたにせん）は、愛媛県大洲市を通る一般県道である。

## 概要
大洲市蔵川から大洲市肱川町大谷に至る。

### 路線データ
- 起点：大洲市蔵川（愛媛県道44号大洲野村線交点）
- 終点：大洲市肱川町大谷（国道197号交点）
- 総延長：8.5 km

## 路線状況

### 道路施設

#### 橋梁
- 轟大橋（大洲市）

## 地理

### 通過する自治体
- 大洲市

### 交差する道路
| 交差する道路              | 交差する場所 | 交差する場所 |
| ------------------------- | ------------ | ------------ |
| 愛媛県道44号大洲野村線    | 蔵川         | 起点         |
| 愛媛県道343号予子林大谷線 | 肱川町大谷   |              |
| 国道197号                 | 肱川町大谷   | 終点         |

### 沿線
- 大洲市立大谷小学校

### 峠
- 水が峠（大洲市）